# Мексиканска смилиска
Мексиканска смилиска (Smilisca baudinii), наричана също мексиканска дървесница, е вид земноводно от семейство Дървесници (Hylidae).

## Разпространение
Видът е разпространен в Белиз, Гватемала, Коста Рика, Мексико, Никарагуа, Салвадор, САЩ и Хондурас.